# جيف نيكولز
جيف نيكولز (بالإنجليزية: Jeff Nichols)‏ هو منتج أفلام وكاتب سيناريو ومخرج أمريكي، ولد في 7 ديسمبر 1978 في ليتل روك في الولايات المتحدة.

## وصلات خارجية
- جيف نيكولز على موقع IMDb (الإنجليزية)
- جيف نيكولز على موقع روتن توميتوز (الإنجليزية)
- جيف نيكولز على موقع مونزينجر (الألمانية)
- جيف نيكولز على موقع ألو سيني (الفرنسية)
- جيف نيكولز على موقع أول موفي (الإنجليزية)
- جيف نيكولز على موقع بوكس أوفيس موجو (الإنجليزية)
- جيف نيكولز على موقع قاعدة بيانات الأفلام السويدية (السويدية)
- جيف نيكولز على موقع قاعدة بيانات الفيلم (الإنجليزية)
- جيف نيكولز على موقع كينوبويسك (الروسية)